# Тешка времена у Ел Ројалу
Тешка времена у Ел Ројалу (енгл. Bad Times at the El Royale) је амерички неоноар криминалистички трилер филм из 2018. године редитеља и сценаристе Друа Годарда, док су продуценти филма Дру Годард и Џереми Латчам. Музику је компоновао Мајкл Џакино.
Глумачку екипу чине Џеф Бриџиз, Синтија Ериво, Дакота Џонсон, Џон Хам, Кејли Спејни, Луис Пулман, Ник Оферман и Крис Хемсворт. Светска премијера филма је била одржана 12. октобра 2018. у Сједињеним Америчким Државама.
Буџет филма је износио 32 000 000 долара, а зарада од филма је 31 900 000 долара.

## Радња
Радња филма је смештена у Ел Ројал оронулом хотелу на реци Тахо са мрачном прошлошћу у коме одседа седам странаца са мистериозним тајнама. Током једне судбоносне ноћи, сви ће имати последњу прилику да се искупе, пре него све оде дођавола. 

## Улоге
| Глумац        | Улога                                 |
| ------------- | ------------------------------------- |
| Џеф Бриџиз    | Данијел Флин / Док О'Кели             |
| Синтија Ериво | Дарлин Свит                           |
| Дакота Џонсон | Емили Самерспринг                     |
| Џон Хам       | Лармин Сејмор Саливен / Двајт Бродбек |
| Кејли Спејни  | Роуз Самерспринг                      |
| Луис Пулман   | Мајлс Милер                           |
| Ник Оферман   | Феликс О'Кели                         |
| Крис Хемсворт | Били Ли                               |